# Pavlivka, Ceaplînka
Pavlivka (în ucraineană Павлівка) este localitatea de reședință a comunei Pavlivka din raionul Ceaplînka, regiunea Herson, Ucraina.

## Demografie
Componența lingvistică a localității Pavlivka
     Ucraineană (80,87%)
     Rusă (2,95%)
     Alte limbi (0,16%)
Conform recensământului din 2001, majoritatea populației localității Pavlivka era vorbitoare de ucraineană (80,87%), existând în minoritate și vorbitori de rusă (2,95%).